# Kokendwaterkraan

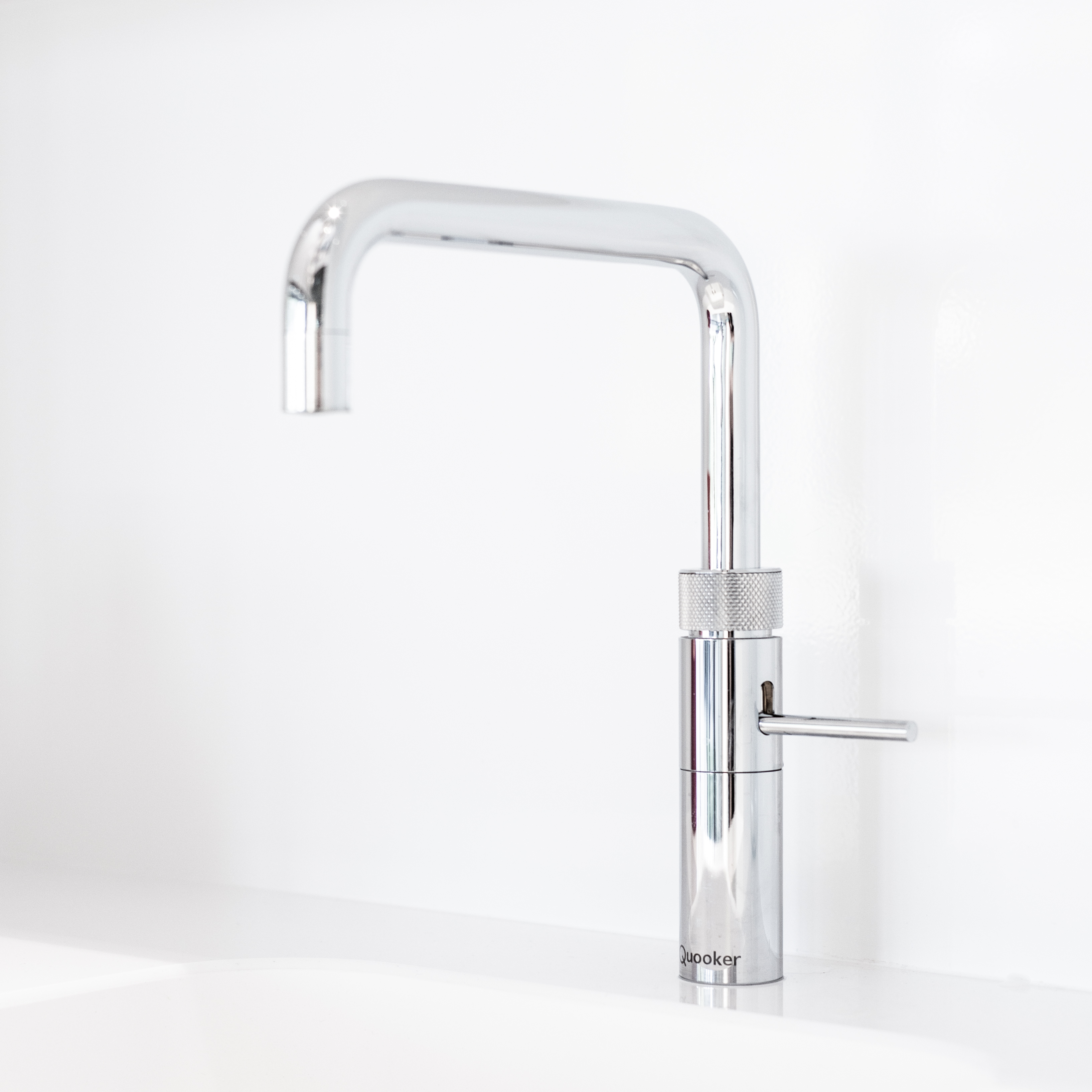
Een kokendwaterkraan

Een kokendwaterkraan is een kraan in de keuken waaruit direct kokend water komt, dus zonder te wachten tot het water opgewarmd is.

## Geschiedenis
In Nederland was onder meer de ingenieur Henri Peteri al sinds de jaren zeventig bezig met het ontwikkelen van een apparaat waar direct kokend water uit zou komen. In 1970 maakte hij het eerste prototype en was hij de eerste met deze uitvinding in Nederland. Deze is in een kleine serie van 40 geproduceerd. Er waren echter vaak storingen, waardoor het lang duurde voordat een model ontwikkeld was dat commercieel levensvatbaar was. Het uiteindelijke model staat bekend onder de merknaam Quooker en wordt nog steeds in Nederland vervaardigd.
In andere landen waren ook diverse bedrijven bezig met een dergelijk apparaat te ontwikkelen. Velen van deze kregen het niet voor elkaar om kokend water te leveren en hun producten staan bekend onder de term heetwaterkranen. De temperatuur van het uitstromend water bij deze kranen is minstens 100 graden Celsius. Er is wereldwijd een beperkt aantal fabrikanten die kokendwaterkranen leveren. De bekendste is Grohe AG.

## Werking
Een kokendwaterkraan bestaat uit een kraan met ten minste één een boiler (reservoir) waarin het water elektrisch wordt verwarmd. De kraan wordt geplaatst op het aanrecht, doorgaans boven de wasbak en eventueel naast een gewone kraan. Het reservoir wordt onder het aanrecht geplaatst, dicht bij de kraan. Er wordt vaak gebruikgemaakt van een  thermoskan die water onder druk houdt op 110 graden Celsius, zodat het wordt afgegeven met een constante, echte kooktemperatuur van 100°C. Hierdoor is de wachttijd voor het gebruik van het kokende water gereduceerd en kan de kraan gebruikt worden als substituut van de waterkoker of fluitketel. Niet alle merken maken gebruik van deze hogedruktechniek, maar van keteltechniek. Dit resulteert in een iets lagere temperatuur van het water. Bij een vacuüm geïsoleerd reservoir blijft de temperatuur in het reservoir, wanneer eenmaal op temperatuur gebracht, op 110°C. Wanneer er water uit het reservoir wordt getapt, wordt het reservoir direct aangevuld met vers water. Dit nieuwe water wordt dan samen met het oude water opnieuw op temperatuur gebracht en gehouden. In de boiler wordt kokend water (of water tegen het kookpunt aan) opgeslagen en op temperatuur gehouden.

### Voordelen en nadelen
Het voornaamste voordeel van een kokendwaterkraan is het gemak, er hoeft namelijk niet meer gewacht te worden op het opwarmen van het water tot het kookpunt zoals dat bij een traditionele waterkoker wel het geval is. Verschillende verkopers beweren dat een kokendwaterkraan energiezuinig zou zijn. Partijen zonder commercieel belang onderbouwen echter dat een kokendwaterkraan alleen energie zal besparen in uitzonderingssituaties, bijvoorbeeld als de cv-ketel zeer ver (meer dan 10 meter) van de keuken staat. Er is immers wel energie nodig om het water continu op deze hoge temperatuur te houden.
Bij kinderen moet er opgelet worden voor verbrandingsrisico, daar een kraan geassocieerd wordt met handen wassen. De keuze voor een aparte kraan is dan een optie, want dan is duidelijk dat deze anders is dan de reguliere kraan. Geïntegreerde kranen hebben meestal een kindveilige bediening voor het tappen van kokend water.

## Modellen
Er bestaan separate kraansystemen die door middel van een reservoir aangesloten kunnen worden op de bestaande waterleiding in een keuken. Andere integreren dit in de keukenkraan. Het bedienen van kokend water gebeurt dan via een andere, beveiligde, bedieningsgreep.

## Toepassingen
Het energieverbruik van deze kranen kan vrij hoog zijn, maar varieert per gebruik en model. Het koken van water via een ketel op een gastoestel is het milieuvriendelijkst, waarna een elektrische waterkoker en een kokendwaterkraan (afhankelijk van systeem) komen. Dit is het geval bij de huidige Nederlandse energiemix; bij een hogere mate van hernieuwbare energie in de Nederlandse energiemix of in landen met een groot aandeel hernieuwbare energie zoals bijvoorbeeld Noorwegen zijn zowel de elektrische waterkoker als een kokendwaterkraan milieuvriendelijker dan het koken van water op een gastoestel.